# Usina Hidrelétrica de Rosana
A Usina Hidrelétrica de Rosana está localizada no rio brasileiro Paranapanema, entre os municípios de Rosana, no estado de São Paulo e Diamante do Norte, no estado do Paraná e no ponto mais próximo da foz do rio (15 Km), quando as águas do Paranapanema juntam-se àquelas vindas do rio Paraná. A usina é administrada pela empresa estrangeira Duke Energy, fazendo parte da "Geração Paranapanema".

## Características
Seu nível máximo operacional é de 258 m acima do nível do mar, enquanto que seu nível mínimo operacional é de 256 m acima do nível do mar, alagando uma área de até 220 Km e gerando energia por meio de quatro turbinas do tipo Kaplan, que a partir de um desnível de 17 m geram até 372 MW.
É considerada uma usina hidrelétrica a fio d'água.
Rosana é a última usina do Paranapanema, encontrando-se no ponto mais próximo da foz do rio, quando suas águas juntam-se àquelas vindas do rio Paraná. Sua construção começou em julho de 1980, e mesmo com as dificuldades econômicas que afetaram as obras das hidrelétricas à época em construção, Rosana prosseguiu em ritmo normal. Em 1987, o primeiro grupo gerador entrou em operação, ampliando a capacidade do sistema em 80 MW. Os demais grupos foram instalados anos depois, em 1994 e 1996, quando as obras de implantação da usina foram concluídas e a potência total chegou a 372 MW, em seus quatro grupos geradores.

## Dados técnicos
- Localização – entre Rosana (SP) e Diamante do Norte (PR)
- Conclusão – 1987
- Turbinas – 4 tipo Kaplan
- Potência – 354 MW
- Área do reservatório – 220 km²